# Cousiniopsis atractyloides
Cousiniopsis atractyloides là một loài thực vật có hoa trong họ Cúc. Loài này được (C.Winkl.) Nevski mô tả khoa học đầu tiên năm 1937.